# Андрус (Флорида)
Андрус (англ. Andrews) — статистически обособленная местность, расположенная в округе Ливи (штат Флорида, США) с населением в 708 человек по статистическим данным переписи 2000 года.

## География
По данным Бюро переписи населения США, статистически обособленная местность Андрус имеет общую площадь в 17,61 квадратных километров, водных ресурсов в черте населённого пункта не имеется.
Статистически обособленная местность Андрус расположена на высоте 15 м над уровнем моря.

## Демография
По данным переписи населения 2000 года в Андрусe проживало 708 человек, 204 семьи, насчитывалось 294 домашних хозяйств и 345 жилых домов. Средняя плотность населения составляла около 40,2 человек на один квадратный километр. Расовый состав населённого пункта распределился следующим образом: 97,32 % белых, 1,27 % — чёрных или афроамериканцев, 0,71 % — коренных американцев, 0,28 % — представителей смешанных рас, 0,42 % — других народностей. Испаноговорящие составили 2,26 % от всех жителей статистически обособленной местности.
Из 294 домашних хозяйств в 26,2 % воспитывали детей в возрасте до 18 лет, 55,4 % представляли собой совместно проживающие супружеские пары, в 7,8 % семей женщины проживали без мужей, 30,3 % не имели семей. 24,1 % от общего числа семей на момент переписи жили самостоятельно, при этом 10,2 % составили одинокие пожилые люди в возрасте 65 лет и старше. Средний размер домашнего хозяйства составил 2,41 человек, а средний размер семьи — 2,77 человек.
Население статистически обособленной местности по возрастному диапазону по данным переписи 2000 года распределилось следующим образом: 22,0 % — жители младше 18 лет, 6,5 % — между 18 и 24 годами, 28,2 % — от 25 до 44 лет, 26,8 % — от 45 до 64 лет и 16,4 % — в возрасте 65 лет и старше. Средний возраст жителей составил 41 год. На каждые 100 женщин в Андрусe приходилось 99,4 мужчин, при этом на каждые сто женщин 18 лет и старше приходилось 97,1 мужчин также старше 18 лет.
Средний доход на одно домашнее хозяйство статистически обособленной местности составил 26 554 доллара США, а средний доход на одну семью — 29 279 долларов. При этом мужчины имели средний доход в 28 281 доллар США в год против 20 588 долларов среднегодового дохода у женщин. Доход на душу населения статистически обособленной местности составил 26 554 доллара в год. 13,7 % от всего числа семей в населённом пункте и 18,2 % от всей численности населения находилось на момент переписи населения за чертой бедности, при этом 23,4 % из них были моложе 18 лет и 23,6 % — в возрасте 65 лет и старше.